# Rafael van der Vaart
Rafael van der Vaart (phát âm tiếng Hà Lan: [ˈraːfaːɛl vɑn dɛr ˈvaːrt] ⓘ; sinh ngày 11 tháng 2 năm 1983) là một cựu tiền vệ bóng đá và vận động viên darts người Hà Lan.
Van der Vaart bắt đầu sự nghiệp tại Học viện AFC Ajax và lên đội một năm 17 tuổi. Anh từng giành giải Cầu thủ bóng đá Hà Lan của năm và Golden Boy trong thời gian ở Ajax. Anh lần lượt chuyển tới Hamburger SV, Real Madrid, Tottenham Hotspur trước khi trở lại Hamburg năm 2012. Van der Vaart sau đó thi đấu tại Tây Ban Nha và Đan Mạch trước khi giã từ sự nghiệp năm 2018.
Van der Vaart có 109 trận cho Hà Lan từ năm 2001 tới 2013. Anh tham dự ba kỳ Euro và hai Giải vô địch bóng đá thế giới, lọt vào Trận chung kết Giải vô địch bóng đá thế giới 2010.
Vào năm 2019, van der Vaart bắt đầu sự nghiệp trong môn darts, gia nhập British Darts Organisation.

## Tiểu sử
Van der Vaart có hai dòng máu, mẹ là người Tây Ban Nha, bố là người Hà Lan. Anh kết hôn với Sylvia van der Vaart vào ngày 10 tháng 6 năm 2005, và cho ra đời được một đứa con trai tên là Damian Rafael ngày 28 tháng 5 năm 2006.

## Sự nghiệp

### Ajax Amsterdam
Van der Vaart là sản phẩm của lò đào tạo tài năng trẻ Ajax Amsterdam, nơi sản sinh ra những cầu thủ nổi tiếng như Johan Cruyff, Johan Neeskens, Edwin van der Sar, Dennis Bergkamp và người đồng đội ở CLB Real Madrid Wesley Sneijder. Trận đấu chuyên nghiệp đầu tiên của anh là trận hòa 1-1 trước đội bóng FC Den Bosch vào mùa giải 99-00 khi mới 17 tuổi.
Vào mùa giải 2000-01, anh được huấn luyện viên trưởng Ajax lúc bấy giờ thử nghiệm anh ở vị trí tiền vệ tấn công rất thành công. mùa giải năm đó anh cũng được bầu chọn là tài năng trẻ châu Âu của năm bởi Website nổi tiếng ở Italia CalcioManager.

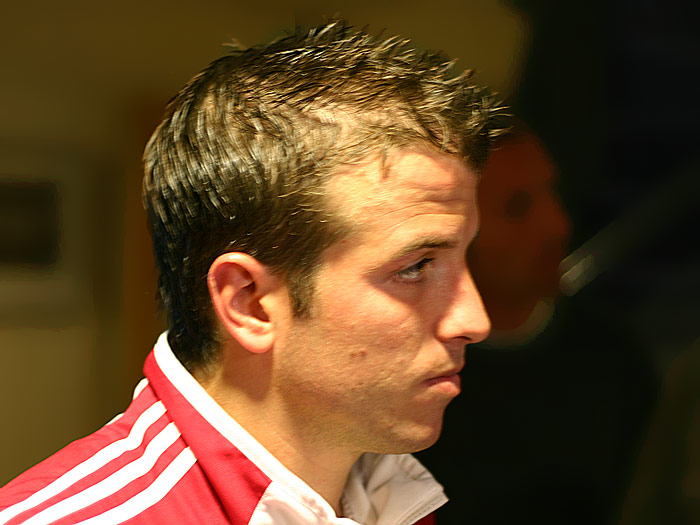
Rafael van der Vaart trong màu áo Ajax

Bước vào mùa giải 2001-02, van der Vaart đã bị một chấn thương đầu gối rất nặng phải xa sân cỏ một vài tháng. Ngay sau khi trở lại anh lại tái phát chấn thương đầu gối vào ngày 2 tháng 4, năm 2002, đòi hỏi phải phẫu thuật để giải quyết triệt để chấn thương. Anh phải nghỉ dưỡng thương trong hầu hết mùa giải và chỉ đóng góp 14 bàn thắng. Mùa giải 2002-03, Ajax vô địch quốc gia Hà Lan, trong khi chấn thương Van der Vaart chỉ thi đấu 21 trận, đóng góp 18 bàn thắng.
Mùa giải 2004-05, huấn luyện viên trưởng Ajax Ronald Koeman giao chiếc băng đội trưởng cho Van der Vaart. Trong trận thi đấu quốc tế với đội Thụy Điển vào ngày 18 tháng 8 năm 2004, anh đã bị chấn thương sau pha va chạm với người đồng đội trong màu áo Ajax Zlatan Ibrahimovic.Vì rác rối trên, ban lãnh đạo Ajax đã quyết định bán Ibrahimovic cho CLB Juventus sau đó 2 tuần, người mà có những tranh cãi với anh về vị trí tiền đạo trong màu áo Ajax. Những thể hiện ngoài đời không được lòng huấn luyện viên Ronald Koeman, trong khi đó anh có dấu hiệu lên cân và thường đi chơi đêm với người bạn gái, siêu mẫu Hà Lan Sylvie Meis. Trong thời gian đó anh còn gặp một số rắc rối nhỏ. Vào cuối mùa giải anh quyết định rời Ajax. Trong năm mùa giải thi đấu cho Ajax, anh chỉ chơi trung bình 23 trận/mùa giải

### Hamburger SV
Ngày 1 tháng 6 năm 2005, Rafael van der Vaart chuyển đến thi đấu cho câu lạc bộ thuộc giải VĐQG Đức Bundesliga là Hamburger SV với giá 5.5 triệu Euro.Đây là câu lạc bộ đã đem đến thành công và là nấc thang mới trong sự nghiệp của Rafael. Anh kết thúc mùa giải đầu tiên với danh hiệu là chân sút số 1 của CLB, CLB kết thúc vị trí thứ ba tại giải quốc nội cùng với chiến thắng ở Intertoto Cup. Anh được chọn đeo băng đội trưởng mùa bóng năm sau với những gì anh đóng góp.
Mùa giải 2007-08, Van der Vaart ghi được 12 bàn thắng giúp Hamburg giành vị trí thứ tư, và lọt vào vòng 1/16 tại UEFA Cup 2007-08. Bất chấp lời mời gọi từ các CLB lớn như Chelsea F.C. và Valencia CF, anh vấn quyết định ở lại Hamburg cho đến cuối mùa giải. Nhưng bất ngờ anh đã có hợp đồng mới với câu lạc bộ hoàng gia Tây Ban Nha Real Madrid.

### Real Madrid

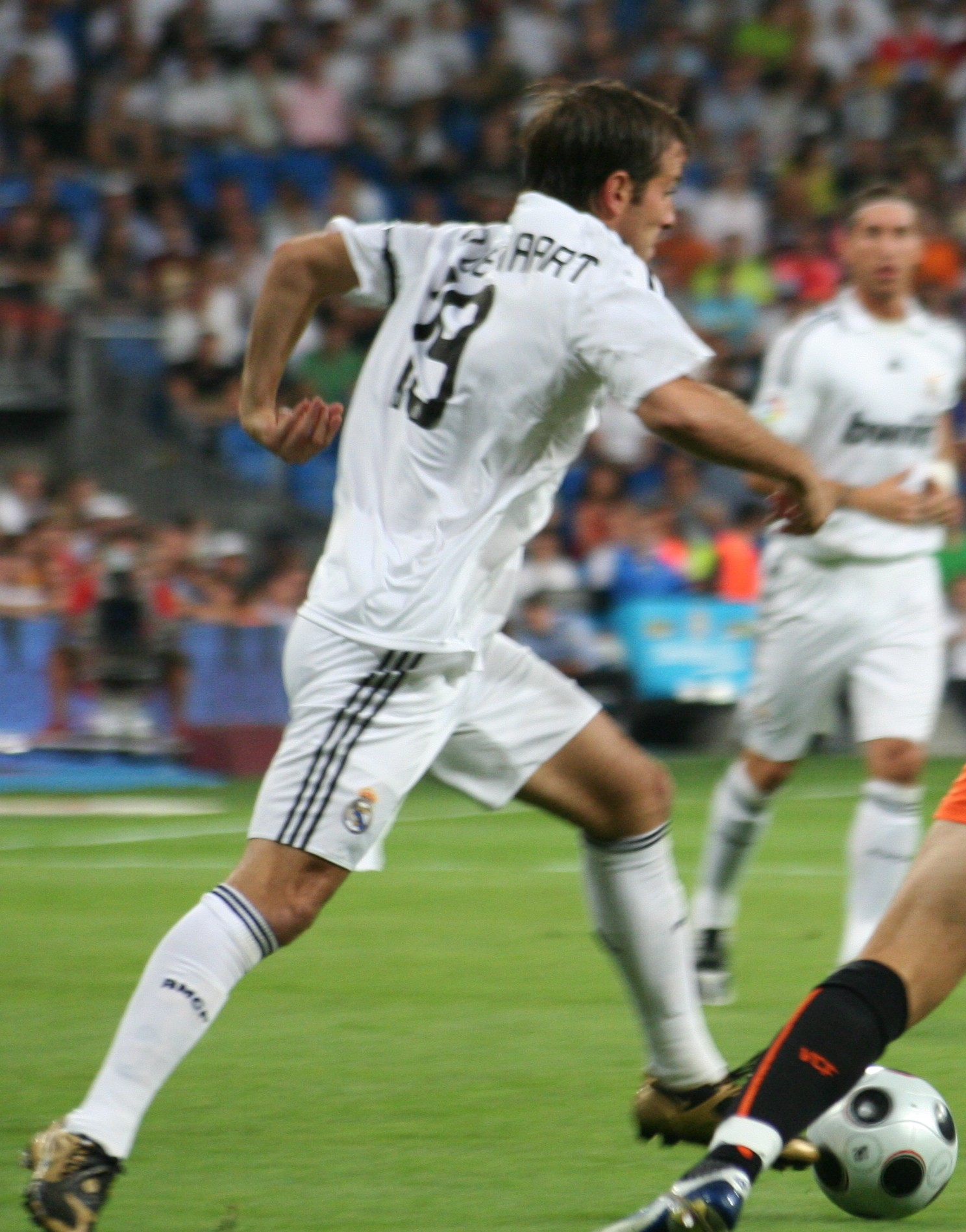
Van der Vaart trong màu áo Real Madrid

Vào ngày 4 tháng 8 năm 2008, Hamburg đồng ý bán Van der Vaart cho Real Madrid với mức giá 15 triệu Euro. Hợp đồng với CLB có thời han 5 năm với mức lương không được tiết lộ. Van der Vaart có trận đấu đầu tiên trong màu áo mới với CLB Independiente Santa Fé 4 ngày sau đó. Trận đấu đó anh ghi một bàn thắng và một pha kiến tạo cho đồng đội. Anh được chuyển mặc số áo từ 19 sang số áo 23 sau khi người đồng đội Wesley Sneijder chuyển sang áo số 10 của Robinho sau khi Robinho gia nhập Manchester City F.C. vào ngày 1 tháng 9.
Anh đánh dấu trận đấu chính thức đầu tiên trong chiến thắng 4-3 trước Numancia. Vào ngày 24 tháng 9, anh lập hat-trick đầu tiên trong chiến thắng 7-1 trước Sporting Gijón.

### Tottenham Hotspur

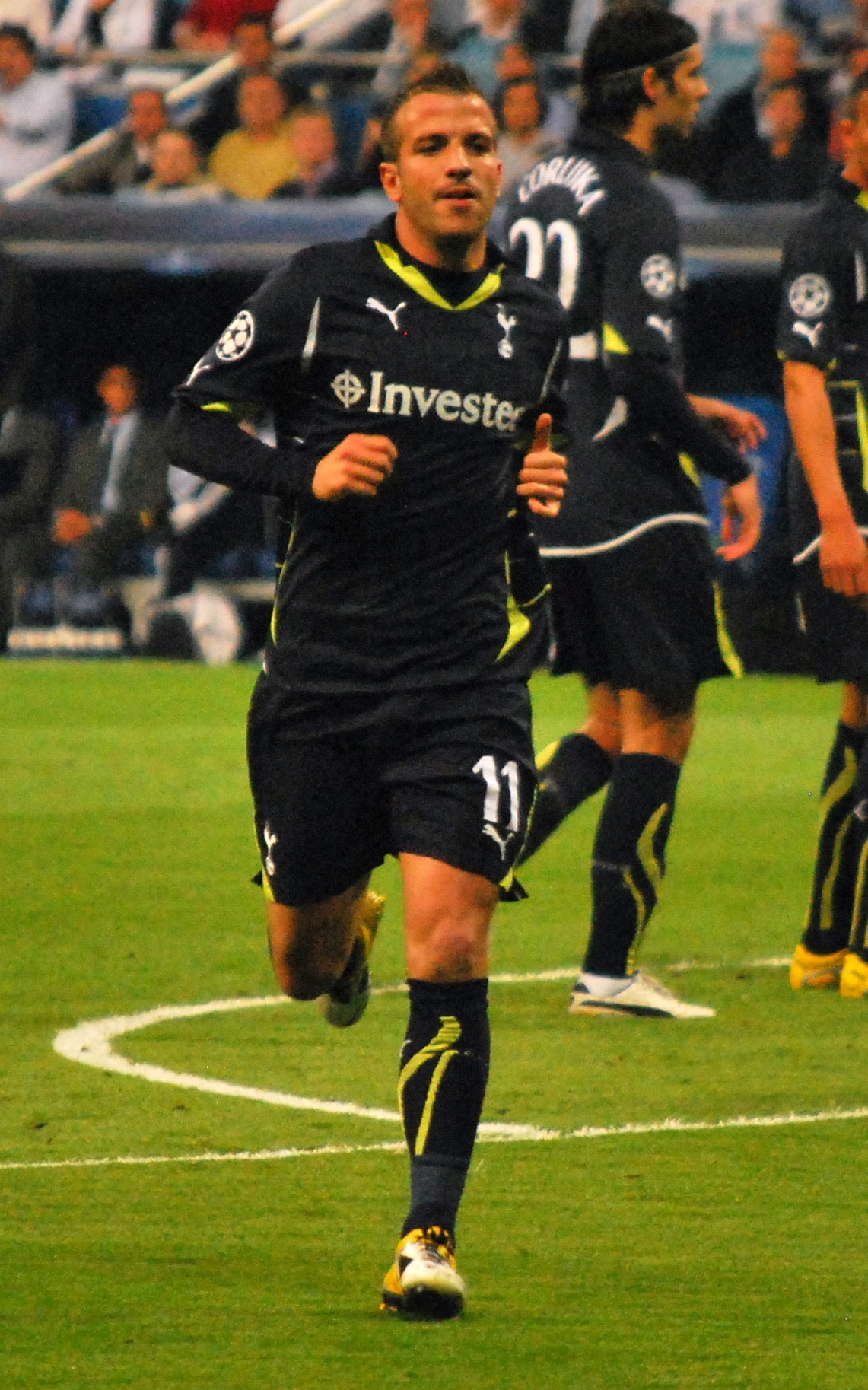
Van der Vaart with Tottenham Hotspur

Ngày 31 tháng 8 năm 2010, hai giờ trước khi kỳ chuyển nhượng đóng cửa, Tottenham Hotspur đã đề nghị 8 triệu bảng cho Van der Vaart. Theo Harry Redknapp, cái giá 18 triệu bảng mà Bayern Munich để đưa anh về Alianz-Arena đã sụp đổ vào ngày hôm trước và Van der Vaart đã đột nhiên trở thành rẻ hơn rất nhiều, mặc dù như vậy giảm giá sau đó đã bị từ chối bởi Real Madrid. Do một số vấn đề khách quan mà Spur đã thuyết phục được Real để nhả Rafael. Anh đã ký hợp đồng bốn năm tại White Hart Lane.Van der Vaart sẽ mặc số 11 của Spurs.Van der Vaart sau đó đã bác bỏ đồn đoán rằng anh đã có một thất bại tại Real Madrid, tuyên bố rằng anh luôn luôn thi đấu tốt nhất trong vài năm cuối cùng cho cả hai câu lạc bộ và quốc gia, và rằng anh muốn thể hiện phẩm chất của mình cho câu lạc bộ mới. 
Van der Vaart ra mắt tại Premier League cho Spurs trong trận hòa 1-1 với West Bromwich Albion vào ngày 11 Tháng 9 năm 2010, và Champions League ba ngày sau đó gặp Werder Bremen, anh đã kiến tạo cho Peter Crouch ghi bàn trong trận đấu đó (hòa 2-2).Van der Vaart ghi bàn đầu tiên tại League Premier từ chấm phạt đền trong chiến thắng 3-1 trước Wolverhampton Wanderers vào ngày 18 tháng 9 năm 2010.Sau khi bắt đầu Spurs sự nghiệp của mình bằng cách ghi được ba bàn thắng trong bốn trận đấu Premier League, và với một mục tiêu và hỗ trợ trong hai trận đấu Champions League, Van der Vaart đã được Goal.com bình chọn là cầu thủ xuất sắc nhất tháng 9.Trong trận gặp Liverpool cuối mùa giải, Van der Vaart ghi bàn từ 25 mét trong trận thắng 2-0 đưa Tottenham ở vị trí để đảm bảo đủ điều kiện Europa League. Rafael kết thúc mùa giải với chân sút hàng đầu của Spurs tại Premier League, ghi được 13 bàn thắng - gần 1/4 của tổng số của Tottenham - trong khi cũng cung cấp nhiều đường chuyền thành bàn nhất nhất, với 9 pha kiến tạo. Anh trở thành bộ não của Spurs tuy nhiên khi quan hệ của anh với huấn luyện viên André Villas-Boas (lên thay Harry Rednapp) không được tốt đẹp và khi ông thầy người Bồ đã trẻ hóa đội hình khi đưa về Moussa Dembélé từ Fulham F.C và Gylfi Sigurdsson.Rafael là cầu thủ có cá tính và không chấp nhận phải ngồi dự bị,anh đã chọn ra đi.

### Trở lại Hamburg
Rafael đã trở về mái nhà xưa Imtech Arena,nơi đã đem thành công đến cho anh là Hamburger SV với bản hợp đồng giá trị chuyển nhượng 10.3 triệu bảng với thời hạn 3 năm.Tuy nhiên mức lương không được tiết lộ và Rafael sẽ mang số áo cũ 23.

## Sự nghiệp quốc tế

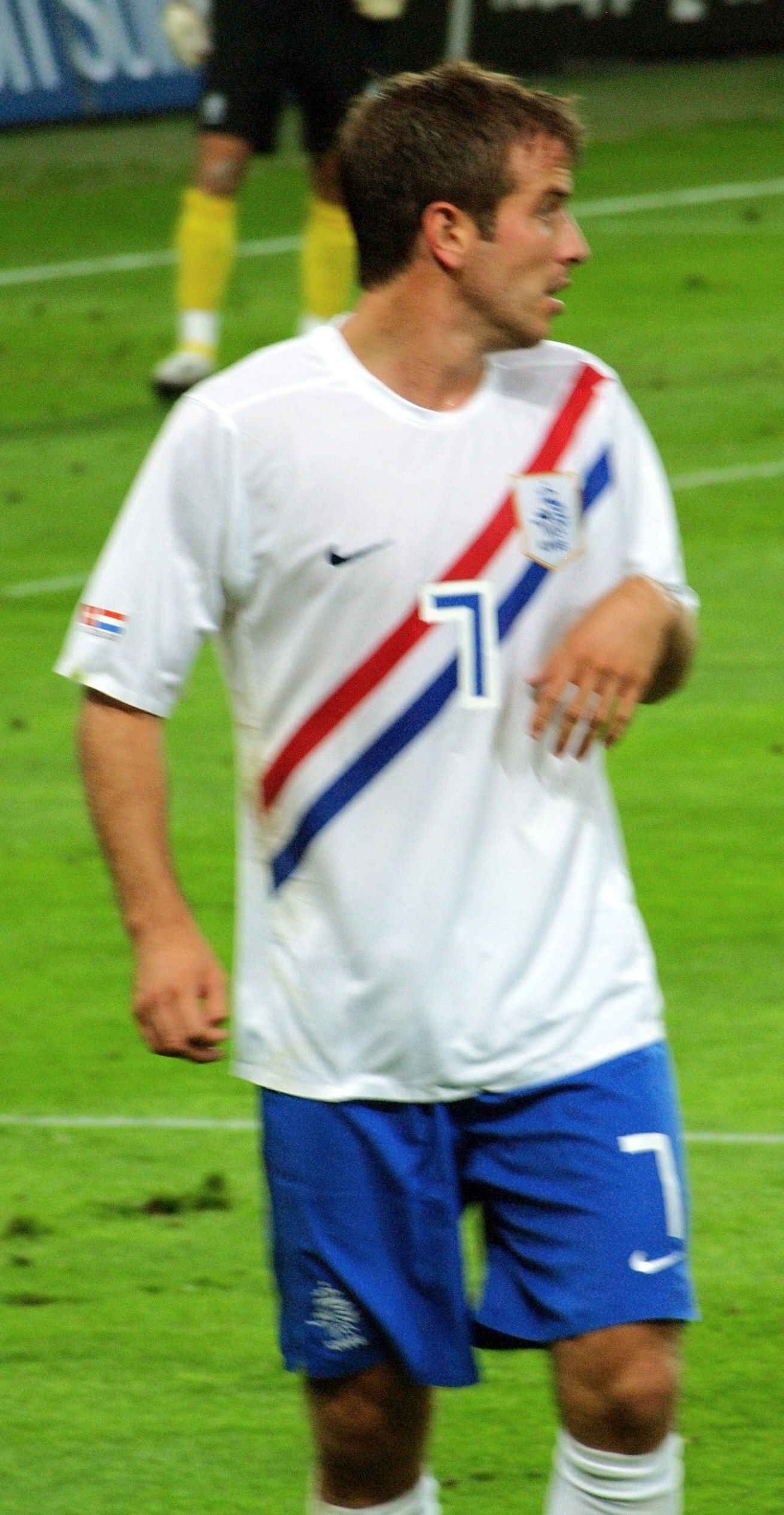
Rafael Van der Vaart trong màu áo đội tuyển quốc gia Hà Lan

Rafael van der Vaart được chú ý bởi các huấn luyện viên đội trẻ và anh thường xuyên được gọi vào đội trẻ. Anh tham dự giải 2001 FIFA World Youth Championship với một số đồng đội như Huntelaar, Stekelenburg, Heitinga và cả đồng đội tại Real Madrid Arjen Robben.
18 tuổi, Van der Vaart đã có trận đấu trong màu áo đội tuyển quốc gia trong trận đấu với Andorra vào ngày 6 tháng 10 năm 2001. Anh là thành viên tham dự Euro 2004, Euro 2008, Euro 2012, World Cup 2006 và World Cup 2010.
Sau khi đội tuyển Hà Lan vượt qua vòng loại để giành quyền tham dự World Cup 2014, Rafael van der Vaart chính thức tuyên bố giã từ sự nghiệp thi đấu quốc tế ở đội tuyển quốc gia sau 12 năm gắn bó. Tổng cộng anh đã khoác áo đội tuyển Hà Lan 109 lần và ghi được 25 bàn thắng.

#### Thống kê
| #  | Thời gian                  | Địa điểm                                                 | Đối thủ        | Bàn thắng | Kết quả | Giải đấu                 |
| -- | -------------------------- | -------------------------------------------------------- | -------------- | --------- | ------- | ------------------------ |
| 1  | ngày 6 tháng 9, năm 2003   | De Kuip, Rotterdam, Hà Lan                               | Áo             | 1–0       | 3–0     | Vòng loại Euro 2004      |
| 2  | ngày10 tháng 9, năm 2003   | Toyota Arena, Praha, Cộng hòa Séc                        | Séc            | 2–1       | 3–1     | Vòng loại Euro 2004      |
| 3  | ngày 11 tháng 10, năm 2003 | Sân vận động Philips, Eindhoven, Hà Lan                  | Moldova        | 4–0       | 5–0     | Vòng loại Euro 2004      |
| 4  | ngày 1 tháng 6, năm 2004   | Sân vận động Olympique de la Pontaise, Lausanne, Thụy Sĩ | Quần đảo Faroe | 1–0       | 3–0     | Giao hữu                 |
| 5  | ngày 7 tháng 9, năm 2005   | Sân vận động Philips, Eindhoven, Hà Lan                  | Andorra        | 1–0       | 4–0     | Vòng loại World Cup 2006 |
| 6  | ngày 8 tháng 10, năm 2005  | Toyota Arena, Praha, Cộng hòa Séc                        | Séc            | 0–1       | 0–2     | Vòng loại World Cup 2006 |
| 7  | ngày 15 tháng 11, năm 2006 | Amsterdam ArenA, Amsterdam, Hà Lan                       | Anh            | 1–1       | 1–1     | Giao hữu                 |
| 8  | ngày 7 tháng 2, năm 2007   | Amsterdam ArenA, Amsterdam, Hà Lan                       | Nga            | 4–0       | 4–0     | Giao hữu                 |
| 9  | ngày 2 tháng 6, năm 2007   | Sân vận động World Cup Seoul, Seoul, Hàn Quốc            | Hàn Quốc       | 1–0       | 2–0     | Giao hữu                 |
| 10 | ngày 2 tháng 6, năm 2007   | Sân vận động World Cup Seoul, Seoul, Hàn Quốc            | Hàn Quốc       | 2–0       | 2–0     | Giao hữu                 |
| 11 | ngày 6 tháng 6, năm 2007   | Sân vận động Rajamangala, Bangkok, Thái Lan              | Thái Lan       | 1–0       | 3–1     | Giao hữu                 |
| 12 | ngày 21 tháng 11, năm 2007 | Sân vận động Dinamo (Minsk), Minsk, Belarus              | Belarus        | 2–1       | 2–1     | Vòng loại Euro 2008      |
| 13 | ngày 10 tháng 9, năm 2008  | Philip II Arena, Skopje, Cộng hòa Macedonia              | Bắc Macedonia  | 2–0       | 2–1     | Vòng loại World Cup 2010 |
| 14 | ngày 1 tháng 4, năm 2009   | Amsterdam ArenA, Amsterdam, Hà Lan                       | Bắc Macedonia  | 4–0       | 4–0     | Vòng loại World Cup 2010 |
| 15 | ngày 12 tháng 9, năm 2009  | Amsterdam ArenA, Amsterdam, Hà Lan                       | Anh            | 2–0       | 2–2     | Giao hữu                 |
| 16 | ngày 1 tháng 6, năm 2010   | De Kuip, Rotterdam, Hà Lan                               | Ghana          | 2–0       | 4–1     | Giao hữu                 |
| 17 | ngày 25 tháng 3, năm 2011  | Sân vận động Ferenc Puskás, Budapest, Hungary            | Hungary        | 1–0       | 4–0     | Vòng loại Euro 2012      |
| 18 | ngày 31 tháng 5, năm 2012  | De Kuip, Rotterdam, Hà Lan                               | Slovakia       | 2–0       | 2–0     | Giao hữu                 |
| 19 | ngày 17 tháng 6, năm 2012  | Sân vận động Metalist, Kharkiv, Ukraina                  | Bồ Đào Nha     | 1–0       | 1–2     | Euro 2012                |
| 20 | ngày 12 tháng 10, năm 2012 | De Kuip, Rotterdam, Hà Lan                               | Andorra        | 1–0       | 3–0     | Vòng loại World Cup 2014 |
| 21 | ngày 16 tháng 10, năm 2012 | Arena Națională, Bucharest, România                      | România        | 3–1       | 4–1     | Vòng loại World Cup 2014 |
| 22 | ngày 22 tháng 3, năm 2013  | Amsterdam ArenA, Amsterdam, Hà Lan                       | Estonia        | 1–0       | 3–0     | Vòng loại World Cup 2014 |
| 23 | ngày 26 tháng 3, năm 2013  | Amsterdam ArenA, Amsterdam, Hà Lan                       | România        | 1–0       | 4–0     | Vòng loại World Cup 2014 |
| 24 | ngày 11 tháng 10, năm 2013 | Amsterdam ArenA, Amsterdam, Hà Lan                       | Hungary        | 7–1       | 8–1     | Vòng loại World Cup 2014 |
| 25 | ngày 16 tháng 11, năm 2013 | Cristal Arena, Genk, Bỉ                                  | Nhật Bản       | 2–0       | 2–2     | Giao hữu                 |

## Câu lạc bộ
Tính đến 11 tháng 12 năm 2016.
| Câu lạc bộ          | Mùa giải            | Giải đấu | Giải đấu | Cúp quốc gia | Cúp quốc gia | Cúp liên đoàn | Cúp liên đoàn | Châu Âu | Châu Âu | Khác | Khác | Tổng cộng | Tổng cộng |
| Câu lạc bộ          | Mùa giải            | Trận     | Bàn      | Trận         | Bàn          | Trận          | Bàn           | Trận    | Bàn     | Trận | Bàn  | Trận      | Bàn       |
| ------------------- | ------------------- | -------- | -------- | ------------ | ------------ | ------------- | ------------- | ------- | ------- | ---- | ---- | --------- | --------- |
| Ajax                | 1999–2000           | 1        | 0        | 0            | 0            | —             | —             | 0       | 0       | —    | —    | 1         | 0         |
| Ajax                | 2000–01             | 27       | 7        | 1            | 0            | —             | —             | 4       | 2       | —    | —    | 32        | 9         |
| Ajax                | 2001–02             | 20       | 14       | 2            | 2            | —             | —             | 5       | 1       | —    | —    | 27        | 17        |
| Ajax                | 2002–03             | 21       | 18       | 2            | 0            | —             | —             | 6       | 2       | 1    | 2    | 30        | 22        |
| Ajax                | 2003–04             | 26       | 7        | 1            | 0            | —             | —             | 7       | 1       | —    | —    | 34        | 8         |
| Ajax                | 2004–05             | 22       | 6        | 2            | 0            | —             | —             | 7       | 1       | 1    | 0    | 32        | 7         |
| Ajax                | Tổng cộng           | 117      | 52       | 8            | 2            | —             | —             | 29      | 7       | 2    | 2    | 156       | 63        |
| Hamburger SV        | 2005–06             | 19       | 9        | 2            | 0            | —             | —             | 8       | 5       | 7    | 2    | 36        | 16        |
| Hamburger SV        | 2006–07             | 26       | 8        | 0            | 0            | 2             | 0             | 5       | 3       | —    | —    | 33        | 11        |
| Hamburger SV        | 2007–08             | 29       | 12       | 4            | 4            | —             | —             | 9       | 3       | 2    | 2    | 44        | 21        |
| Hamburger SV        | Tổng cộng           | 74       | 29       | 6            | 4            | 2             | 0             | 22      | 11      | 9    | 4    | 113       | 48        |
| Real Madrid         | 2008–09             | 32       | 5        | 1            | 0            | —             | —             | 7       | 0       | 2    | 0    | 42        | 5         |
| Real Madrid         | 2009–10             | 26       | 6        | 2            | 1            | —             | —             | 3       | 0       | —    | —    | 31        | 7         |
| Real Madrid         | Tổng cộng           | 58       | 11       | 3            | 1            | —             | —             | 10      | 0       | 2    | 0    | 73        | 12        |
| Tottenham Hotspur   | 2010–11             | 28       | 13       | 1            | 0            | 0             | 0             | 7       | 2       | —    | —    | 36        | 15        |
| Tottenham Hotspur   | 2011–12             | 33       | 11       | 4            | 1            | 1             | 0             | 1       | 1       | —    | —    | 39        | 13        |
| Tottenham Hotspur   | 2012–13             | 2        | 0        | 0            | 0            | 0             | 0             | 0       | 0       | —    | —    | 2         | 0         |
| Tottenham Hotspur   | Tổng cộng           | 63       | 24       | 5            | 1            | 1             | 0             | 8       | 3       | —    | —    | 77        | 28        |
| Hamburger SV        | 2012–13             | 27       | 5        | 0            | 0            | —             | —             | —       | —       | —    | —    | 27        | 5         |
| Hamburger SV        | 2013–14             | 27       | 7        | 3            | 1            | —             | —             | —       | —       | 2    | 0    | 32        | 8         |
| Hamburger SV        | 2014–15             | 24       | 4        | 2            | 1            | —             | —             | —       | —       | 1    | 0    | 27        | 5         |
| Hamburger SV        | Tổng cộng           | 78       | 16       | 5            | 2            | —             | —             | —       | —       | 3    | 0    | 86        | 18        |
| Real Betis          | 2015–16             | 7        | 0        | 2            | 0            | —             | —             | —       | —       | —    | —    | 9         | 0         |
| Real Betis          | Tổng cộng           | 7        | 0        | 2            | 0            | —             | —             | —       | —       | —    | —    | 9         | 0         |
| Midtjylland         | 2016–17             | 12       | 2        | 1            | 0            | —             | —             | 1       | 0       | —    | —    | 14        | 2         |
| Midtjylland         | Tổng cộng           | 12       | 2        | 1            | 0            | —             | —             | 1       | 0       | —    | —    | 14        | 2         |
| Tổng cộng sự nghiệp | Tổng cộng sự nghiệp | 409      | 134      | 30           | 10           | 3             | 0             | 70      | 21      | 16   | 6    | 528       | 171       |

## Các danh hiệu đạt được

### Ajax
- 2001-2002: VĐQG Hà Lan, Cup Amstel, Giải Amsterdam Tournament
- 2002-2003: Giải Amsterdam Tournament, Giải Johan Cruijff Schaal
- 2003-2004: VĐQG Hà Lan

### Real Madrid
- Siêu cup Tây Ban Nha

### Cá nhân
- Tài năng trẻ Ajax Amsterdam các năm: 1999, 2000, 2001
- Cầu thủ xuất sắc của năm: 2001
- Amsterdam Tournament Most Valuable Player: 2001
- Tài năng trẻ Châu Âu năm 2002
- Golden Boy: 2003